# Els nous robinsons suïssos
Els nous robinsons suïssos  (títol original: The New Swiss Family Robinson) és un pel·lícula d'aventures  estatunidenca dirigida per Stewart Raffill estrenada l'any 1998. És una adaptació moderna de la novel·la El Robinson suís de Johann David Wyss. Ha estat doblada al català.

## Argument
La família Robinson, Jack, Anna i els seus nens lloguen un vaixell per anar de Hong Kong a Sydney. El cinquè dia del seu viatge, són atacats per pirates. Aconsegueixen escapar-se però el seu vaixell s'estampa contra un escull. Neden fins a l'illa més pròxima i s'instal·len. Descobreixen que un vaixell ja havia naufragat aquí, però els pirates volen trobar el tresor que es trobava a bord del vaixell.

## Repartiment
- Jane Seymour: Anna Robinson
- James Keach: Jack Robinson
- John Mallory Asher: Shane Robinson
- Blake Bashoff: Todd Robinson
- Jamie Renée Smith: Elizabeth Robinson
- David Carradine: Sheldon Blake
- Yumi Iwama: Françoise